# Strapate

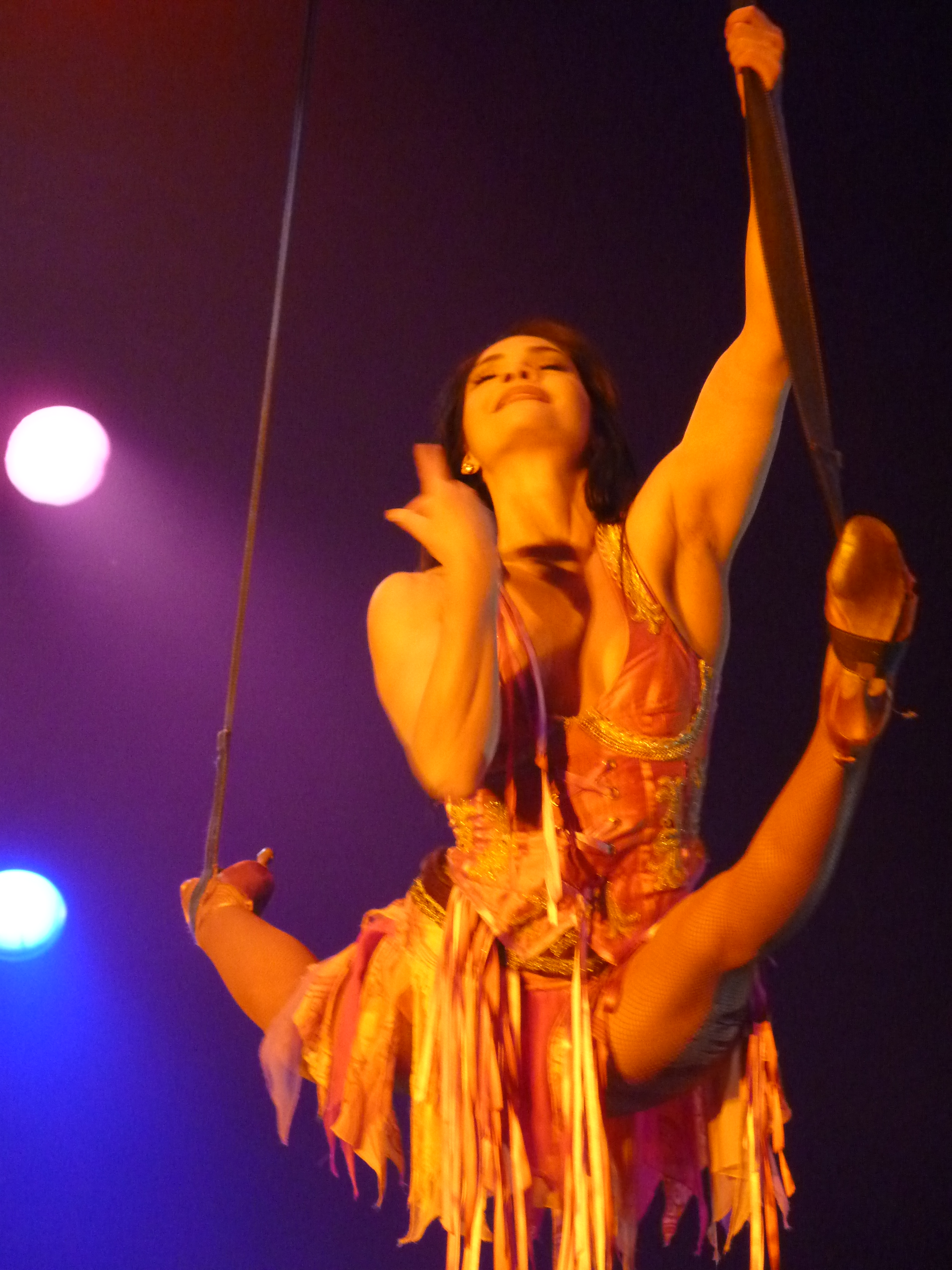
Shirley Larible mit einem Spagat in den Strapaten, Roncalli Mai 2010

Strapaten (auch Strappaten geschrieben, von italienisch strappare ‚wegreißen‘) sind in der Luftakrobatik verwendete Bänder, die an oder dicht unter der Decke befestigt sind. Oft befindet sich eine Lasche zum Einhängen von Armen oder Beinen am unteren Ende. An den Strapaten hängend, werden verschiedene akrobatische Darbietungen ausgeübt, z. B. Drehungen oder Fälle. Vergleichbare Übungen sind auch mit weiteren Geräten, wie beispielsweise Trapez, Vertikaltuch oder Vertikalseil möglich.